# Lotf Ali Chan
Lotf Ali Chan (pers. ‏لطفعلى خان زند‎; ur. ok. 1769, zm. 1794) – szach Persji, ostatni przedstawiciel dynastii Zandów, panujący w latach 1789–1794.
Był synem Dżafara i objął władzę po śmierci ojca. W 1794 Agha Mohammad Chan Kadżar zdobył miasto Kerman i pokonał Lotfa Alego, odciął mu nogi, ręce, uszy, nos, wydłubał oczy i zabrał do Teheranu, gdzie go udusił, a jego żonę – Miriam pohańbił.